# ピエール＝シモン・ラプラス
ピエール゠シモン・ラプラス（Pierre-Simon Laplace, 1749年3月23日 - 1827年3月5日）は、フランスの数学者、物理学者、天文学者である。古典力学の名著とされる「天体力学概論」(traité intitulé Mécanique Céleste)と「確率論の解析理論」を後世に遺した。 1789年には、その功績からロンドン王立協会フェローに選出された。

## 業績
天文学を含めて力学などの自然科学を発展させ、その成果は応用的な工学においても多く利用されている。ラプラスの名前にちなんだ用語は多く、ラプラシアン（ラプラス作用素）、ラプラス方程式のほか「カント-ラプラスの星雲説」などがある（#関連項目、ラプラス#人物も参照のこと）。

### 力学・天文学
「天体力学概論」は、1799年から1825年にかけて出版された全5巻の大著で、剛体や流体の運動を論じたり、地球の形や潮汐の理論までも含んでいる。数学的にはこれらの問題は様々な微分方程式を解くことに帰着されるが、方法論的にも彼が発展させた部分もあり、特に誤差評価の方法などは彼自身の確率論の応用にもなっている。

### 数学
ラプラス変換の数学的な基盤も作っている。いわゆるラプラス方程式という偏微分方程式を考察し、二個ないし三個の未知数を持つ偏微分方程式を一個の未知数の方程式に置き換えるというラプラス変換に途を開いた。この成果は1780年に自著で発表された。この数学手法は後に、電気技師オリヴァー・ヘヴィサイドによって回路方程式を解く手法として経験則的に再発見され、微分方程式の汎用的な解法・手順の1つとして今日ではラプラス変換と呼ばれる。1950年代には、ラプラス変換を利用してシステムの入出力の関係を記述した微分方程式から伝達関数を求め、システムを解析・制御する古典制御論の理論構築が行われた。これは特に産業界において主流の制御方式であるPID制御へと発展した。
また、現在ベイズの定理として知られているものも、ラプラスが体系化したものであるので、ベイズよりもラプラスに端を発するという見方も強いとされる。

### その他
国際度量衡委員会の委員として、長さの尺度として地球の北極点から赤道までの子午線弧長を精密に測量し、その1000万分の1をもって基準とすることを提唱した。これは後に、1983年まで続いた「1メートルの定義」の基礎となった。
同じく数学・物理学者のラグランジュらと同様に、ラプラスも革命期のフランスの動乱のなかを生きている。晩年にかけて、ラプラスは政治家としても活動した。1799年には、ナポレオン・ボナパルトの統領政府で1ヵ月余の短期間ながら内務大臣に登用され、元老院議員となった。王政復古後は、ルイ18世の下で貴族院議員となった。

## 決定論
ラプラスは決定論者であり、これから起きる全ての現象は、これまでに起きたことに起因し、完全に決定されていると考えていた。ある特定の時間の宇宙の全ての粒子の運動状態が分かれば、これから起きる全ての現象はあらかじめ計算できるという考え方である。ラプラスの決定論は、「全ての事象の原因と結果は因果律に支配されているが故に未来は一意的に決定される」とする「因果的決定論」に属し、決定論のなかでも「強い」部類のものである。
一方でこれには前提条件があり、ラプラスのいう「ラプラスの悪魔」とは「ある瞬間における全ての物質の力学的状態を知ることができ、かつそれらのデータを解析できるだけの能力の知性」であり、「決定論的に定まっている未来を完全に見通すことができる者」という思考上の概念的な存在である。

## 関連図書
- ピエール＝シモン・ラプラス 著、竹下貞雄 訳『ラプラスの天体力学論第1巻』大学教育出版、2012年2月。ISBN 978-4-86429-120-0。
- ピエール＝シモン・ラプラス 著、竹下貞雄 訳『ラプラスの天体力学論第2巻』大学教育出版、2012年6月。ISBN 978-4-86429-121-7。
- ピエール＝シモン・ラプラス 著、竹下貞雄 訳『ラプラスの天体力学論第3巻』大学教育出版、2012年9月。ISBN 978-4-86429-122-4。
- ピエール＝シモン・ラプラス 著、竹下貞雄 訳『ラプラスの天体力学論第4巻』大学教育出版、2012年12月。ISBN 978-4-86429-123-1。
- ピエール＝シモン・ラプラス 著、竹下貞雄 訳『ラプラスの天体力学論第5巻』大学教育出版、2013年5月。ISBN 978-4-86429-124-8。
- ラプラス 著、内井惣七 訳『確率の哲学的試論』岩波書店〈岩波文庫 青925-1〉、1997年11月17日。ISBN 4-00-339251-5。
- ラプラス『確率論 : 確率の解析的理論』伊藤清、樋口順四郎 訳・解説、共立出版〈現代数学の系譜 12〉、1986年。ISBN 4-320-01382-4。NDLJP:12622756。
- 日本数学会 編『数学辞典』（第4版）岩波書店、2007年。ISBN 9784000803090。